# Livia khaziensis
Livia khaziensis är en insektsart som beskrevs av Heslop-harrison 1949. Livia khaziensis ingår i släktet Livia och familjen rundbladloppor. Inga underarter finns listade i Catalogue of Life.